# Phaspis lobulata
Phaspis lobulata är en insektsart som beskrevs av Ben-dov 1974. Phaspis lobulata ingår i släktet Phaspis och familjen pansarsköldlöss. Inga underarter finns listade i Catalogue of Life.